# Leucostoma nudifacies
Leucostoma nudifacies là một loài ruồi trong họ Tachinidae.